# Mangayat
Das Mangayat (auch Mangaya und Buga genannt) ist eine stark vom Aussterben bedrohte ubangische Sprache des Südsudan. Das Endonym der Sprache ist Bug. Die Sprache wird vom Volk der Mangaya (Bug) gesprochen.
Mangayat wird von nur noch etwa 400 Einwohnern des Südsudan im Vilayet Western Bahr el Ghazal südöstlich von Raja gesprochen.
Die meisten Sprecher haben inzwischen die südsudanesische Amtssprache Englisch oder Arabisch, die Amtssprache unter der sudanesischen Herrschaft, übernommen.